# Ільківці (Хмельницький район)
І́льківці — село в Україні, у Теофіпольській селищній громаді Хмельницького району Хмельницької області. Розташоване на північному заході району, за 15 км від центру громади. До 2020 - адміністративний центр Ільковецької сільської ради. До складу сільради також входило село Колісець.

## Історія
У 1433 році великий князь литовський Свидригайло за військову службу та охорону краю від нападу ворогів наділив боярина Павла цілою низкою поселень і серед них згадуються Ільківці у Кременецькому повіті.
7 (20) листопада 1917 року, відповідно до.Третього Універсалу Української Центральної Ради, увійшло до складу Української Народної Республіки.
12 червня 2020 року, відповідно до розпорядження Кабінету Міністрів України № 727-р «Про визначення адміністративних центрів та затвердження територій територіальних громад Хмельницької області», увійшло до складу Теофіпольської селищної громади.
19 липня 2020 року, в результаті адміністративно-територіальної реформи та ліквідації Теофіпольського району, село увійшло до складу Хмельницького району.

## Сучасність
У селі 99 дворів, 296 мешканців (2006).
Також є будинок культури, бібліотека, загальноосвітня школа, ТОВ «Золотий колос». У селі розташована ботанічна пам'ятка природи «Група вікових дерев».